# يوسف فايتس
كان يوسف فايتس (1890–1972) مدير إدارة الأراضي والتحريج في الصندوق القومي اليهودي. ومنذ الثلاثينات، لعب فايتس دوراً رئيسياً في الحصول على الأراضي لليشوب، وهي الجالية اليهودية في فلسطين ما قبل الدولة.

## السيرة الذاتية
ولد يوسف فايتس في قرية بوريميل، فولينيا في الإمبراطورية الروسية في عام 1890. وفي عام 1908، هاجر إلى فلسطين مع أخته، ميريام، ووجد عمل كحارس وعامل زراعي في رحوفوت. وفي عام 1911، كان أحد منظمي اتحاد عمال الزراعة في «أرض إسرائيل». تزوج فايتس من روهاما وولد ابنه الأكبر رعنان، في عام 1913. بعد ذلك بعامين، في عام 1915، عين يوسف فايتس رئيس العمال لمزرعة تدريب سيجيرا (الآن إيلانيا) في الجليل الأسفل.
ساعد فايتس في تأسيس يفنيئيل، إحدى أوائل المستعمرات الرائدة في الجليل، ولاحقاً حي بيت هكيرم في القدس. وقد قُتل ابنه يحيعام (العبري لـ «تحيا الأمة»)، المولود في يفنيئيل في أكتوبر 1918، في عملية البلماح المعروفة باسم ليلة الجسور في 16 يونيو 1946. وتم تأسيس كيبوتز يحيعام تخليداً لذكراه. وتبع شارون فايتس، وهو ابن آخر، خطى والده، وأصبح لاحقا مدير إدارة الغابات.
تم تسمية كل من المجلس الإقليمي لمعاليه يوسف وموشاف تالمي يوسف في ذكرى يوسف فايتس.

## الغابات
بصفته رئيس قسم الغابات في الصندوق القومي اليهودي، وضع فايتس رؤيته لإسرائيل كدولة غابات موضع التنفيذ. وقد حفزه دافيد بن غوريون، الذي قال له إنه يريد مليار شجرة تزرع خلال عقد من الزمن. وفي عام 1949، اقترح تقسيم العمل بين الحكومة الإسرائيلية والمجلس القومي اليهودي. وستعمل الحكومة على إجراء بحوث تطبيقية في مجال تقنيات الزراعة، لا سيما في المناطق القاحلة، وتطوير صناعة الأخشاب. وستنشئ أيضا مشاتل. وسيعمل الصندوق القومي على تحسين الغابات المحلية، والعمل على تشجير المناطق الجبلية، ووقف زحف الكثبان الرملية، وزرع مصدات الرياح. ورأى فايتس أن مشاتل النباتات والتشجير كانت مصدرًا حيويًا للعمالة لجماهير المهاجرين الجدد الذين وصلوا في الأيام الأولى للدولة. وكان يسترشد بالاعتقاد بأن تطوير أخلاقيات العمل أمر لا غنى عنه للتثاقف.
في عام 1966، تم غرس غابة يتير في النقب بناء على طلب من فايتس. ووصف المشروع بأنه «دحر الصحراء بالأشجار، لخلق منطقة أمنية لشعب إسرائيل». تعد الغابة التي سميت على اسم مدينة ياتير التوراتية، اليوم أكبر غابة مزروعة في إسرائيل.
لم يدرس فايتس الحراجة رسمياً قط، ولكن منظور تعليمه الذاتي كان انعكاسا لهذه الفترة. وقد شددت إستراتيجية الغابات التي طورها على القيمة الاقتصادية للغابات وأهمية صنوبر حلب كأقوى الأنواع المحلية. ونتيجة لذلك، كانت غابات إسرائيل خلال السنوات العشرين الأولى من عمرها عبارة عن زراعات أحادية، سرعان ما تكبدت خسائر فادحة بسبب الآفات الطبيعية. وقد اشتبك فايتس في كثير من الأحيان مع حركة الحفظ الوليدة في إسرائيل التي وجدت النهج الصناعي لزراعة الأشجار الذي اعتمده الصندوق القومي اليهودي موضع اعتراض. بما في ذلك زراعات أشجار الصنوبر على جبال جلبوع والتي تهدد النبات المتوطن سوسن فقوعة (المعروف أيضا باسم سوسن جلبوع). اليوم، تم استبدال العديد من أفكار فايتس بنهج أكثر استدامة للغابات.

## آراء حول العرب الفلسطينيين
كان فايتس أحد مؤيدي ترحيل السكان. في يوم 22 يونيو 1941، كتب في مذكراته: «أرض إسرائيل ليست صغيرة على الإطلاق، لو تم إزالة العرب ووسعت حدودها قليلاً إلى الشمال وصولا إلى نهر الليطاني، وإلى الشرق بما في ذلك مرتفعات الجولان... مع نقل العرب إلى شمال سوريا والعراق... اليوم ليس لدينا بديل آخر... لن نعيش هنا مع العرب».
وفقا لما ذكره إيلان بابي، فإن مقاطع من مذكرات فايتس في أبريل 1948 تبين دعمه لترحيل العرب خلال حرب عام 1948: «وقد قمت بإعداد قائمة بالقرى العربية التي يجب إزالتها من أجل إتمام المناطق اليهودية. وقد قمت أيضا بوضع قائمة بالمنازعات على الأراضي التي يجب تسويتها بالوسائل العسكرية».
وفقا لما ذكره إفرايم كارش، فقد تحدث فايتس عن إنشاء لجنة ترحيل، ولكن بن غوريون رفض هذه الفكرة، ولم يتم إنشاء مثل هذه اللجنة على الإطلاق. ومع ذلك، يدعي نور مصالحة وبيني موريس إنشاء لجنة ترحيل غير رسمية في مايو 1948 وتألفت من فايتس، ودانين، وساسون.
في وقت لاحق من الحياة، كانت آراء فايتس تبدو أكثر تصالحية تجاه العرب المجاورين، ويقال إنه رفض حضور الاحتفالات المكرسة للاستيطان اليهودي المتجدد للضفة الغربية بعد حرب عام 1967.

## المؤلفات المنشورة
- My Diary and Letters to the Children, vols 1-6, Masada, Ramat Gan, 1965, 1973 (the original diaries are in the Central Zionist Archives in Jerusalem).
- HaYa'ar V'haYiur B'Yisrael (The Forest and Forestry in Israel), Masada, Ramat Gan, 1970 p. 140-141.
- Journal entry from June 26, 1946 published in Tlamim Ahronim, Jerusalem, Keren Kayemet, 1974, p. 24-25.
- From Small to Large – The History of Land Reclamation in Eretz-Israel, Ramat Gan, 1972
- Creating a Land Legacy – Chapters from a Diary, Tel Aviv, 1951
- Our Settlement Activities in a Period of Storm and Stress, 1936–1947, Tel Aviv, 1947

## قائمة ببليوغرافية
- نور الدين مصالحة (1992). Expulsion of the Palestinians: The Concept of "Transfer" in Zionist Political Thought, 1882–1948, Institute for Palestine Studies, (ردمك 0-88728-235-0)
- بيني موريس: 1948 and after; Israel and the Palestinians, 1994, chapter 4: Yosef Weitz and the Transfer Committees, 1948–1949.
- Alon Tal, Pollution in a Promised Land, An Environmental History of Israel, University of California Press, Berkeley, 2002.
- توم سيغف، 1949, The First Israelis, New York, The Free Press, 1986, p. 29-30.

## وصلات خارجية
- أعمال أو نبذة عن يوسف فايتس على أرشيف الإنترنت